# Ratko Janev
 Ratko Janev fou un físic atòmic i professor. Va néixer el 30 de març de 1939 a Sveti Vrach, Bulgària. Durant la seva joventut es va mudar a Iugoslàvia, on es va graduar de l'Escola Secundària Skopje el 1957 i després va estudiar a la Universitat de Belgrad, on va rebre un doctorat el 1968. Des de 1965 va ser associat de l'Institut Nuclear Vinča. Des de 1986 va ser Cap de Secció de la Unitat Atòmica i Molecular de l'Agència Internacional d'Energia Atòmica a Viena.
El 1972, Janev es va convertir en professor adjunt de física nuclear a la Universitat de Skopje i professor de física teòrica a la Universitat de Belgrad. Entre 2002 i 2004 va treballar al Departament de Física de Plasma al Centre d'Investigació de Jülich, Alemanya.
Janev era membre de l'Acadèmia de Ciències i Arts de Macedònia. El 2004 va rebre el Premi d'Investigació de la Fundació Alexander von Humboldt pel projecte "Modelització i diagnòstic de plasma Fusion Edge / diverter" sobre la comprensió dels plasmes de capa límit freda en reactors de fusió nuclear, realitzat en col·laboració amb el Centre d'Investigació Juelich.

## Publicacions
- S. B. Zhang, J. G. Wang, and R. K. Janev, Phys. Rev. Lett. 104, 023.203 (2010).
- Y. K. Yang, I. Wu, I. Z. Qu, J. G. Wang, R. K. Janev, and S. B. Zhang, Phys. Lett. A 383, 1929 (2019).
- J. Li, S. B. Zhang, B. J. Ye, J. G. Wang, and R. K. Janev, Physics of Plasmes 23, 123.511 (2016).
- R. K. Janev, S. B. Zhang, and J. G. Wang, Matter and Radiation at Extremes 1, 237 (2016).
- R. K. Janev, Atomic and molecular processes in fusió edge plasmes (Springer Science, 2013).
- S. L. Zeng, L. Liu, J. G. Wang, and R. K. Janev, Journal of Physics B-Atomic Molecular and Optical Physics 41, 135202 (2008).
- I. I. Qi, J. G. Wang, and R. K. Janev, Phys. Rev. A 78, 062.511 (2008).
- "Atomska fizika" (Atomic physics), 1972
- (With L. Presnyakow and W.Schewelko): "Physics of highly charged ions", 1985
- (With Detlev Reiter): "Unified analytic La representació de of hydrocarbon impurity collision cross sections", in: Journal of Nuclear Materials, in 2003
- "Atomska fizika" (Atomic physics), MANU, Skopje, 2012.
- Atomic_and_plasma_material_interaction https://books.google.cat/books/about/Atomic_and_plasma_material_interaction_p.html?id=rSNRAAAAMAAJ&redir_esc=y
- Collision Processes of Hydrocarbon Species in Hydrogen Plasmes https://www.amazon.co.uk/Collision-Processes-Hydrocarbon-Species-Hydrogen/dp/B0019T6NK2/ref=sr_1_2?s=books&ie=UTF8&qid=1349889726&sr=1-2